# Bellina melanura
Bellina melanura är en tvåvingeart som beskrevs av Robineau-desvoidy 1863. Bellina melanura ingår i släktet Bellina och familjen parasitflugor. Inga underarter finns listade i Catalogue of Life.